# Turbina corymbosa
Turbina corymbosa — вид растений рода Турбина семейства Вьюнковые (Convolvulaceae), известных содержанием психоактивных веществ, семена которого издревле используются шаманами коренных народов Америки в ритуальных практиках.

## История

### Применение у ацтеков
В своём фундаментальном произведении «Общая история дел Новой Испании» (1547—1577) Бернардино де Саагун, опираясь на сведения ацтеков о свойствах растений, привел различные сведения о турбине (Turbina corymbosa (L.) Raf.), в частности о том, что:

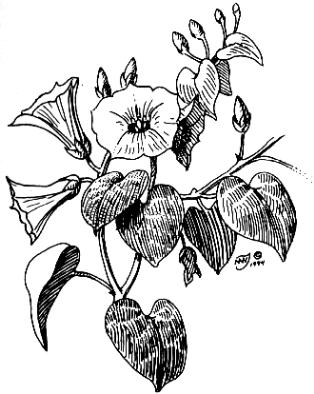
Ботаническая иллюстрация из книги Рафинеска «Sylva Telluriana», 1838

Есть трава, которая называется коатль шошоуки, и она дает семя, которое называется ололиуки. Это семя одурманивает и сводит с ума. Его дают выпить, чтобы нанести вред тем, кому желают зла, а те, кто съедает его, им кажется, что они видят образы и страшные вещи. Его дают съесть или выпить колдуны или те, кто ненавидит кого-нибудь, чтобы нанести тому вред. Эта трава целебна и её семя используется от подагры, оно перемалывается и прикладывается к больному месту.

## Ареал
Растение произрастает в Северной Америке на территории Мексики и южных штатов США (Техас, Луизиана, Флорида), в Центральной и Южной Америке на Карибских островах (Антигуа, Барбуда, Барбадос, Куба, Доминикана, Гваделупа, Гаити, Ямайка, Мартиника Монтсеррат, Пуэрто-Рико, Сент-Люсия), в Венесуэле, Белизе, Коста-Рике, Гватемале, Гондурасе, Никарагуа и Панаме. Натурализовано в Австралии.

## Название
У коренного населения северной и центральной Мексики растение также под названием ололиуки (Ololiúqui другие варианты: ololiuhqui или аст. ololiuqui), а в юго-восточных районах страны на юкатекском языке его называют xtabentun. Его семена, мало известные за пределами Мексики, были, пожалуй, наиболее распространённым галлюциногеном, используемым коренными американцами.
На языке науатль слово «ололиуки» означает круглая вещь, из-за маленьких, коричневых, овальных семян. Само же растение называется coaxihuitl — «растение-змея» на языке науатль, и hiedra или bejuco на испанском. Семена на испанском языке иногда называют semilla de la Virgen («семена Девы Марии»).
Зачастую это растение наряду с другими близкородственными видами вьюнковых называют Утреннее сияние.

## Ботаническое описание
Это многолетнее вьющееся растение с белыми цветами, часто выращивается как декоративное. На Кубе растение обыкновенно цветёт с начала декабря по февраль. Цветы выделяют обильное количество нектара, из которого пчёлами производится очень чистый и ароматный мёд.

## Химические свойства
В 1941 году Ричард Эванс Шултс впервые описал ололиуки как Turbina corymbosa, а химический состав был впервые описан 18 августа 1960 года в работе доктора Альберта Хофмана. Семена содержат эргин и алкалоид эрголин, сходный по структуре с ЛСД.